# Ігенче (Альшеєвський район)
Ігенче́ (рос. Игенче, башк. Игенсе) — присілок у складі Альшеєвського району Башкортостану, Росія. Входить до складу Абдрашитовської сільської ради.
Населення — 56 осіб (2010; 80 в 2002).
Національний склад:
- башкири — 44 %
- татари — 36 %